# Sherwood Forest (circonscription britannique)
Circonscription parlementaire de la Chambre des communes
La circonscription de Sherwood Forest est une circonscription électorale anglaise située dans le Nottinghamshire. 
Elle est représentée à la Chambre des communes du Parlement britannique depuis 2024 par Michelle Welsh du Parti travailliste.
Auparavant Sherwood, elle est renommée Sherwood Forest suite à l'examen périodique des circonscriptions de Westminster de 2023, avec des modifications mineures des limites.

## Membres du Parlement
Les Membres du Parlement (MPs) de la circonscription sont :
| Élection | Élection | Membre         | Membre | Parti        |
| -------- | -------- | -------------- | ------ | ------------ |
|          | 1983     | Andy Stewart   |        | Conservateur |
|          | 1992     | Paddy Tipping  |        | Labour       |
|          | 2010     | Mark Spencer   |        | Conservateur |
|          | 2024     | Michelle Welsh |        | Labour       |

## Élections

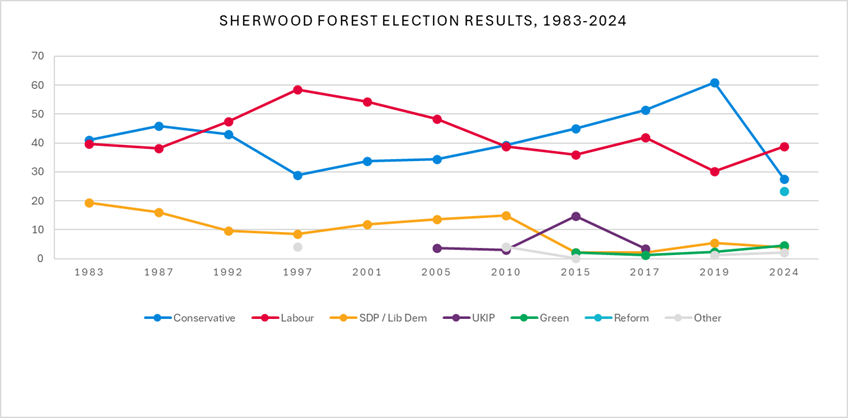
Résultats des élections à Sherwood Forest 1983-2024

### Élections dans les années 2020
| Parti              | Parti                                   | Candidat                                | Voix   | %     | ±     |
| ------------------ | --------------------------------------- | --------------------------------------- | ------ | ----- | ----- |
|                    | Travailliste                            | Michelle Welsh                          | 18,841 | 38,7  | +9.2  |
|                    | Conservateur                            | Mark Spencer                            | 13,398 | 27,5  | -33.3 |
|                    | Reform UK                               | Helen O'Hare                            | 11,320 | 23,3  | N/A   |
|                    | Green                                   | Sheila Greatrex-White                   | 2,216  | 4,6   | +2.0  |
|                    | Libéral Démocrate                       | David Dobbie                            | 1,838  | 3,8   | -1.9  |
|                    | Indépendant                             | Lee Waters                              | 864    | 1,8   | N/A   |
|                    | Indépendant                             | Jeremy Spry                             | 183    | 0,4   | N/A   |
| Majorité           | Majorité                                | Majorité                                | 5,443  | 11,2  | N/A   |
| Participation      | Participation                           | Participation                           | 48,660 | 61,9  | -5.7  |
| Registre électeurs | Registre électeurs                      | Registre électeurs                      | 78,894 |       |       |
|                    | Travailliste vainqueur sur Conservateur | Travailliste vainqueur sur Conservateur | Swing  | +21.2 |       |

Lee Waters est choisi comme tête de liste des Ashfield Independents.

### Élections dans les années 2010
| Parti         | Parti                 | Candidat              | Voix   | %    | ±    |
| ------------- | --------------------- | --------------------- | ------ | ---- | ---- |
|               | Conservateur          | Mark Spencer          | 32,049 | 60,8 | 9.3  |
|               | Travailliste          | Jerry Hague           | 15,863 | 30,1 | 11.7 |
|               | Libéral Démocrate     | Tim Ball              | 2,883  | 5,5  | 3.4  |
|               | Green                 | Esther Cropper        | 1,214  | 2,3  | 1.1  |
|               | Indépendant           | Simon Rood            | 700    | 1,3  | New  |
| Majorité      | Majorité              | Majorité              | 16,186 | 30,7 | 21.0 |
| Participation | Participation         | Participation         | 52,709 | 67,6 | 2.6  |
|               | Conservateur maintien | Conservateur maintien | Swing  | 10.5 |      |

| Parti         | Parti                 | Candidat              | Voix   | %    | ±    |
| ------------- | --------------------- | --------------------- | ------ | ---- | ---- |
|               | Conservateur          | Mark Spencer          | 27,492 | 51,5 | 6.5  |
|               | Travailliste          | Mike Pringle          | 22,294 | 41,8 | 5.9  |
|               | UKIP                  | Stuart Bestwick       | 1,801  | 3,4  | 11.2 |
|               | Libéral Démocrate     | Becky Thomas          | 1,113  | 2,1  | 0.1  |
|               | Green                 | Morris Findley        | 664    | 1,2  | 1.0  |
| Majorité      | Majorité              | Majorité              | 5,198  | 9,7  | 0.6  |
| Participation | Participation         | Participation         | 53,364 | 70,2 | 1.1  |
|               | Conservateur maintien | Conservateur maintien | Swing  | 0.3  |      |

| Parti         | Parti                 | Candidat              | Voix   | %    | ±     |
| ------------- | --------------------- | --------------------- | ------ | ---- | ----- |
|               | Conservateur          | Mark Spencer          | 22,833 | 45,0 | +5.8  |
|               | Travailliste          | Léonie Mathers        | 18,186 | 35,9 | −2.9  |
|               | UKIP                  | Sally Chadd           | 7,399  | 14,6 | +11.6 |
|               | Green                 | Lydia Davies-Bright   | 1,108  | 2,2  | New   |
|               | Libéral Démocrate     | Dan Mosley            | 1,094  | 2,2  | −12.7 |
|               | Class War             | Dave Perkins          | 78     | 0,2  | New   |
| Majorité      | Majorité              | Majorité              | 4,647  | 9,1  | +8.7  |
| Participation | Participation         | Participation         | 50,698 | 69,1 | +0.2  |
|               | Conservateur maintien | Conservateur maintien | Swing  | +4.4 |       |

| Parti         | Parti                                   | Candidat                                | Voix   | %    | ±     |
| ------------- | --------------------------------------- | --------------------------------------- | ------ | ---- | ----- |
|               | Conservateur                            | Mark Spencer                            | 19,211 | 39,2 | +5.8  |
|               | Travailliste                            | Emilie Oldknow                          | 18,997 | 38,8 | −10.6 |
|               | Libéral Démocrate                       | Kevin Moore                             | 7,283  | 14,9 | +1.4  |
|               | BNP                                     | James North                             | 1,754  | 3,6  | New   |
|               | UKIP                                    | Margot Parker                           | 1,490  | 3,0  | −0.7  |
|               | NOTA (None of the Above)                | Russ Swan                               | 219    | 0,4  | New   |
| Majorité      | Majorité                                | Majorité                                | 214    | 0,4  | N/A   |
| Participation | Participation                           | Participation                           | 48,954 | 68,9 | +7.1  |
|               | Conservateur vainqueur sur Travailliste | Conservateur vainqueur sur Travailliste | Swing  | +8.2 |       |

### Élections dans les années 2000
| Parti         | Parti                 | Candidat              | Voix   | %    | ±    |
| ------------- | --------------------- | --------------------- | ------ | ---- | ---- |
|               | Travailliste          | Paddy Tipping         | 22,824 | 48,4 | −5.8 |
|               | Conservateur          | Bruce Laughton        | 16,172 | 34,3 | +0.5 |
|               | Libéral Démocrate     | Peter Harris          | 6,384  | 13,5 | +1.6 |
|               | UKIP                  | Moritz Dawkins        | 1,737  | 3,7  | New  |
| Majorité      | Majorité              | Majorité              | 6,652  | 14,1 | -6.3 |
| Participation | Participation         | Participation         | 47,117 | 62,8 | +2.1 |
|               | Travailliste maintien | Travailliste maintien | Swing  | −3.1 |      |

| Parti         | Parti                 | Candidat              | Voix   | %    | ±     |
| ------------- | --------------------- | --------------------- | ------ | ---- | ----- |
|               | Travailliste          | Paddy Tipping         | 24,900 | 54,2 | −4.3  |
|               | Conservateur          | Brandon Lewis         | 15,527 | 33,8 | +5.0  |
|               | Libéral Démocrate     | Peter Harris          | 5,473  | 11,9 | +3.3  |
| Majorité      | Majorité              | Majorité              | 9,373  | 20,4 | -9.3  |
| Participation | Participation         | Participation         | 45,900 | 60,7 | −14.9 |
|               | Travailliste maintien | Travailliste maintien | Swing  |      |       |

### Élections dans les années 1990
| Parti         | Parti                 | Candidat              | Voix   | %    | ±     |
| ------------- | --------------------- | --------------------- | ------ | ---- | ----- |
|               | Travailliste          | Paddy Tipping         | 33,071 | 58,5 | +11.0 |
|               | Conservateur          | Roland Spencer        | 16,259 | 28,8 | −14.1 |
|               | Libéral Démocrate     | Bruce Moult           | 4,889  | 8,6  | −1.0  |
|               | Référendum            | Lee Slack             | 1,882  | 3,3  | New   |
|               | BNP                   | Paul Ballard          | 432    | 0,8  | New   |
| Majorité      | Majorité              | Majorité              | 16,812 | 29,7 | +25.1 |
| Participation | Participation         | Participation         | 56,533 | 75,6 | −9.9  |
|               | Travailliste maintien | Travailliste maintien | Swing  |      |       |

| Parti         | Parti                                   | Candidat                                | Voix   | %    | ±    |
| ------------- | --------------------------------------- | --------------------------------------- | ------ | ---- | ---- |
|               | Travailliste                            | Paddy Tipping                           | 29,788 | 47,5 | +9.3 |
|               | Conservateur                            | Andy Stewart                            | 26,878 | 42,9 | −3.0 |
|               | Libéral Démocrate                       | JW Howard                               | 6,039  | 9,6  | −6.4 |
| Majorité      | Majorité                                | Majorité                                | 2,910  | 4,6  | N/A  |
| Participation | Participation                           | Participation                           | 62,705 | 85,5 | +3.6 |
|               | Travailliste vainqueur sur Conservateur | Travailliste vainqueur sur Conservateur | Swing  | +6.2 |      |

### Élections dans les années 1980
| Parti         | Parti                 | Candidat              | Voix   | %    | ±    |
| ------------- | --------------------- | --------------------- | ------ | ---- | ---- |
|               | Conservateur          | Andy Stewart          | 26,816 | 45,9 | +4.9 |
|               | Travailliste          | William Bach          | 22,321 | 38,2 | -1.5 |
|               | Social Démocratique   | Stuart Thompstone     | 9,343  | 16,0 | -3.3 |
| Majorité      | Majorité              | Majorité              | 4,495  | 7,7  | +6.4 |
| Participation | Participation         | Participation         | 58,480 | 81,9 | +5.6 |
|               | Conservateur maintien | Conservateur maintien | Swing  |      |      |

| Parti         | Parti                                  | Candidat           | Voix   | %    | ± |
| ------------- | -------------------------------------- | ------------------ | ------ | ---- | - |
|               | Conservateur                           | Andy Stewart       | 21,595 | 41,0 | ' |
|               | Travailliste                           | William Bach       | 20,937 | 39,7 |   |
|               | Social Démocratique                    | Margaret E. Cooper | 10,172 | 19,3 |   |
| Majorité      | Majorité                               | Majorité           | 658    | 1,3  |   |
| Participation | Participation                          | Participation      | 52,704 | 76,3 |   |
|               | Conservateur vainqueur (nouveau siège) |                    |        |      |   |